# Exochalara longissima
Exochalara longissima är en svampart som först beskrevs av Grove, och fick sitt nu gällande namn av W. Gams & Hol.-Jech. 1976. Exochalara longissima ingår i släktet Exochalara, divisionen sporsäcksvampar och riket svampar.   Inga underarter finns listade i Catalogue of Life.